# Lively
Lively是美國網路公司Google所開發製作的網路社群遊戲，類似《第二人生》（Second Life）的玩法，使用Google帳號利用瀏覽器直接進入遊戲即可遊玩，可建立個人專屬房間供朋友或網路上的人進入參觀，也可購買各式各樣的家具、服飾、裝飾來佈置自己人物與房間，自由度相當高。
僅支援Windows XP與Vista搭配Firefox與Internet Explorer來進行遊戲。
2008年11月19日，Google宣佈將會關閉Lively。
2008年12月31日，Lively 不再提供服務。
2009年1月1日，人物與房間均已關閉。

## 外部連結
- Lively官方網站